# 頼国鈞
頼 国鈞（らい こくきん、ライ・グオジュン、Lai Guojun　1973年10月3日 -）は中華人民共和国の元野球選手。右投右打。現役時代のポジションは投手。
現役当時は130キロ台中盤の速球とスライダー、フォークボールが主な球種だった。
2006年のワールドベースボールクラシックに投手コーチ兼任で選出されている。
2023年のU15BFAアジア選手権ではU15中国代表監督を務めた。